# Instinct Dance
Albums de Moby
Moby
(1992)
Singles
1. Mobility
Sortie : 1990

Instinct Dance est une compilation de Moby, parue en 1991. L'artiste utilise différents pseudonymes : Barracuda, Moby, Brainstorm, Voodoo Child. Cette compilation rassemble des morceaux sortis en single ou EP.
La plupart des morceaux sont reparus dans la seconde compilation de Moby (hormis Go et Drop a Beat qui réapparaissent dans son premier album qui est éponyme.
À noter que sous le pseudonyme de Voodoo Child, Moby a continué d'éditer des albums, qui se distinguent dans leurs styles par une utilisation massive de claviers et de beats techno.

## Liste des titres
| 1.    | Party Time (de Barracuda)               | 4:12 |
| 2.    | Drug Fits The Face (de Barracuda)       | 3:48 |
| 3.    | Besame (de Barracuda)                   | 3:40 |
| 4.    | Go (Original Mix) (de Moby)             | 6:31 |
| 5.    | Mobility (de Moby)                      | 6:08 |
| 6.    | Rock the House (de Brainstorm)          | 4:28 |
| 7.    | Move The Colors (de Brainstorm)         | 4:02 |
| 8.    | Drop a Beat (de Brainstorm)             | 4:20 |
| 9.    | Voodoo Child (Remix) (de Voodoo Child)  | 3:53 |
| 10.   | Have You Seen My Baby (de Voodoo Child) | 4:08 |
| 11.   | Permanent Green (de Voodoo Child)       | 5:49 |
| 50:59 |                                         |      |

## Singles
1. Mobility, est sorti en 1990.